# Notre Dame of Jerusalem Center

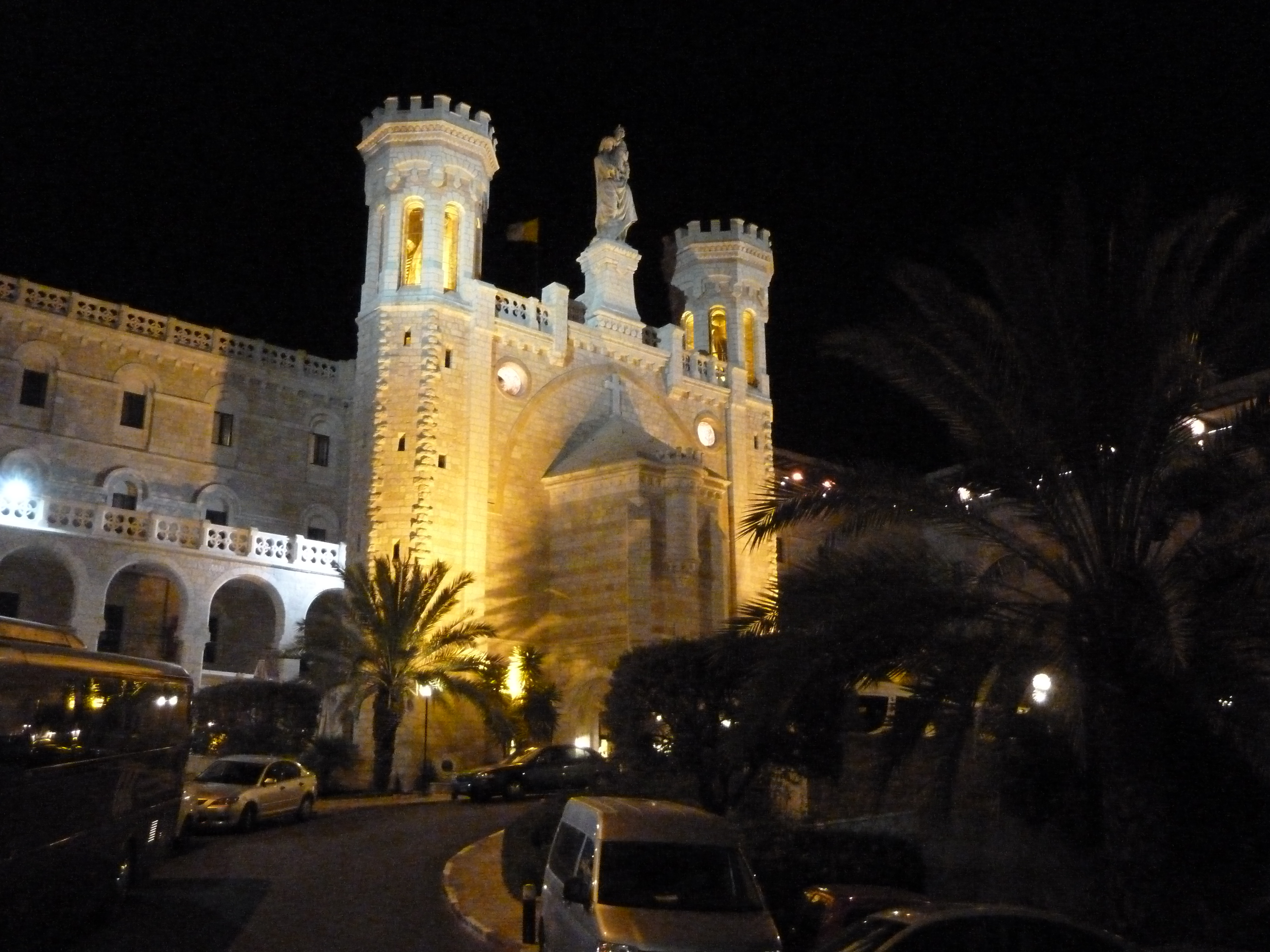
Fachada do edifício.

O Centro Notre Dame de Jerusalém  é um instituto pontifício para fins de natureza religiosa, cultural e educacional. Suas principais atividades são:
- a recepção de peregrinos;
- adoração divina na capela no mesmo centro;
- promoção e treinamento humano da população local;
- promover várias iniciativas para o diálogo e o encontro entre religiões, culturas e povos.

## História

### O nascimento da ideia
Com a bênção do Papa Leão XIII, transmitida em uma carta datada de 6 de março de 1882 a Pe. François Picard, A.A., os Padres Assuncionistas da França iniciam uma série de grandes peregrinações de penitência à Terra Santa. Um dos principais problemas que encontraram foi a ausência de um local grande o suficiente para acomodar os mais de 500 peregrinos que chegaram ao mesmo tempo de barco. Isso, além da dificuldade para os organizadores de encontrar uma infinidade de pequenas acomodações, impediu o grupo de ficar juntos para viver e orar quando não estavam visitando os lugares sagrados. Por esse motivo, em 1884, no decurso da terceira dessas grandes peregrinações, eles decidiram construir um grande albergue para esse fim .

### Construção civil

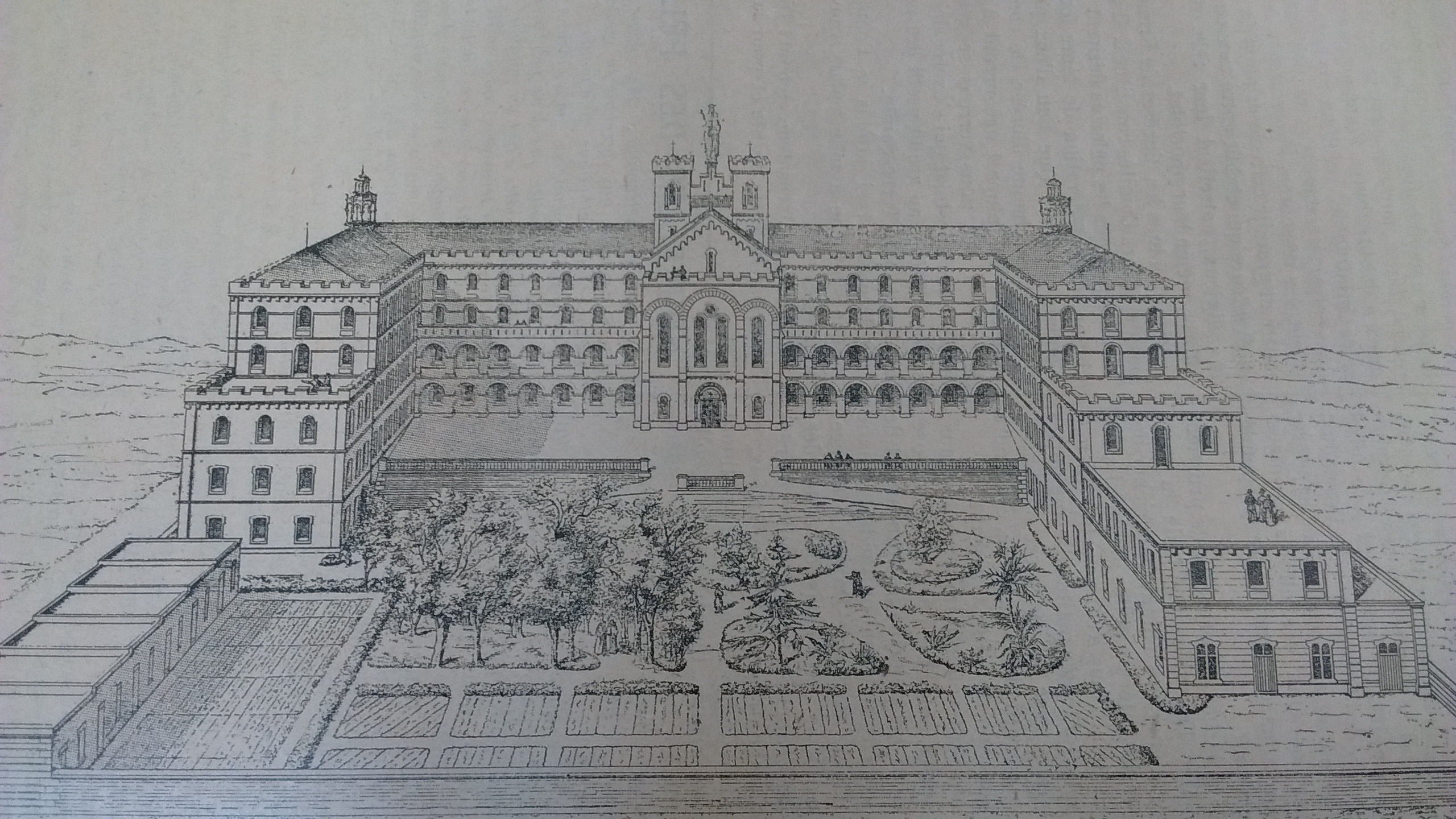
Projeto publicado na revista Échos de Notre Dame de France n. 8 (janeiro de 1891), p. 8

Em 10 de junho de 1885, logo após a compra do terreno, a pedra fundamental foi lançada e a construção da ala norte do edifício começou. Os planos são elaborados pelo padre Pierre Paul Brisacier, e o superior dos Assuncionistas e encarregado de supervisionar as obras é Pe. Joseph Germer-Durand, A.A. Enquanto isso, uma grande tenda montada no chão já estava começando a receber peregrinos. Em 5 de junho de 1886, em uma reunião de peregrinos realizada nesta tenda, Canon Poyet, de origem francesa, propôs pela primeira vez o nome de Notre Dame de France, tendo em mente certamente a estátua de Nossa Senhora da França erguida 25 anos antes, em Le Puy-en-Velay  Em 1888, com a ala norte concluída, o edifício Notre Dame de France começou a receber peregrinos.
A criação do Novo Portão na muralha jerosolimitana, em 1889, fez com que o projeto de Notre Dame adquirisse um valor muito mais alto, pois esse portão, aberto precisamente ao lado do prédio em construção, dava acesso direto à cidade antiga e aproximava-se bastante do Santo Sepulcro aos peregrinos que ficariam lá.
Em 22 de maio de 1893, Mons. Langéniuex, arcebispo de Reims, estava em Jerusalém para como legado da Santa Sé presidir o Congresso Eucarístico Internacional. Nesse contexto, o arcebispo colocaria a primeira pedra da Capela de Nossa Senhora de Jerusalém, que seria consagrada no ano seguinte, em 21 de novembro de 1894, na festa da Apresentação da Santíssima Virgem.
Entre 1894 e 1896, a ala sul foi construída. Nesta ala, faz uma segunda capela, dedicada ao Sagrado Coração de Jesus, e entrará em uso em 1899. Não pertencia ao plano original, mas foi solicitado e financiado pelo Sr. Bontoux em memória de seu filho falecido. Embora essa capela tenha desaparecido após a reconstrução da ala sul nos anos 70 do século XX, um museu no Santo Sudário está hoje em grande parte de seu lugar.
Atrás da ala sul, uma nova porta é construída para o complexo, na qual está instalado um mosaico da Assunção da Virgem Maria (atualmente na recepção da casa) 

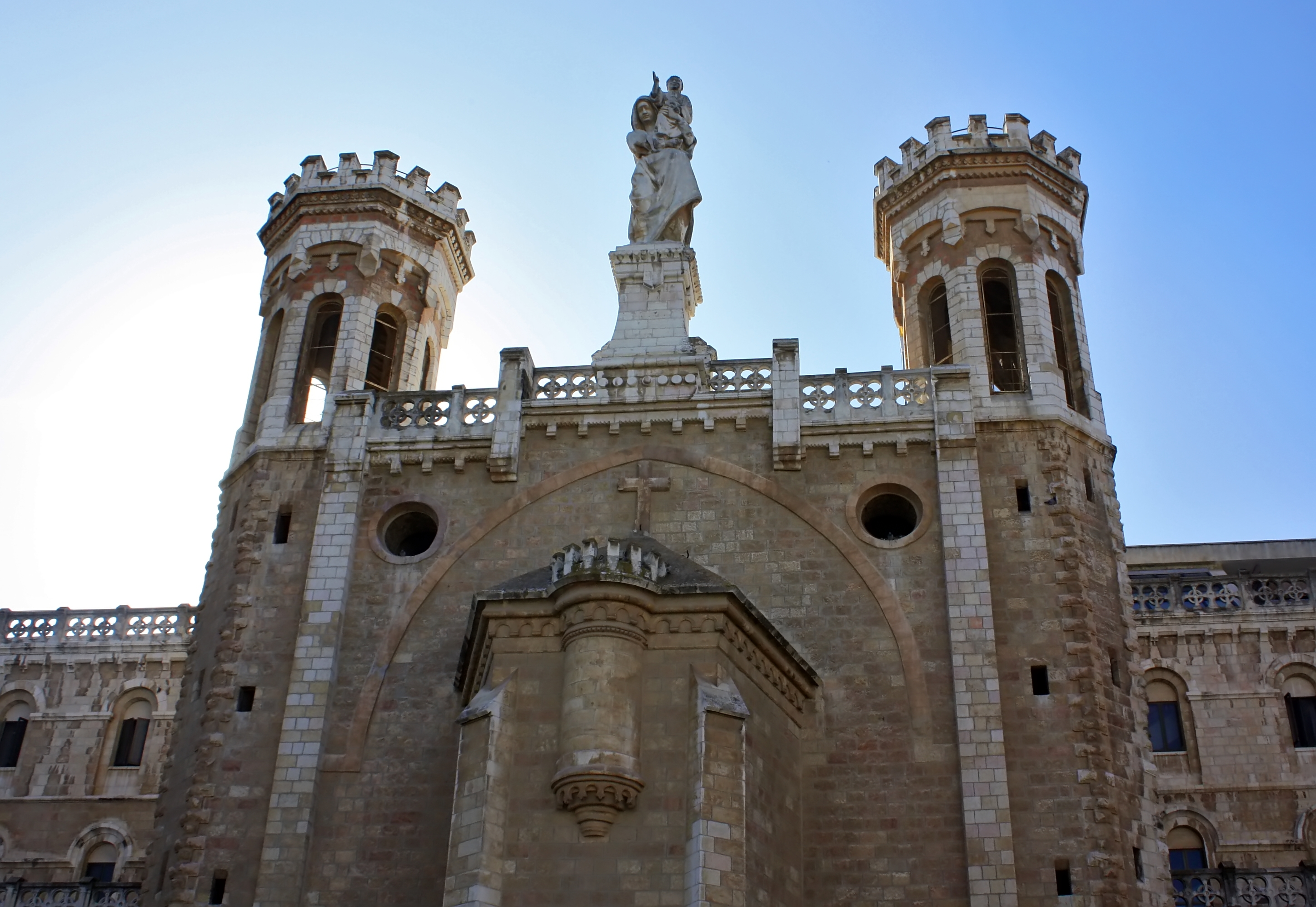
Estátua de Nossa Senhora da França

A estátua da Virgem com a criança que preside a fachada do edifício, inspirada na estátua de Nossa Senhora da França, foi colocada em 1904. Arquivo: Notre Dame de Jerusalem Center.jpga em 1904.

### Primeiros anos
O edifício inteiro tinha trezentos quartos, duas capelas, salas de leitura, terraços, salas de jantar, um museu, uma fábrica de cimento, uma horta e um curral.
Como mencionado, em 1888, os primeiros peregrinos começaram a alojar-se no edifício, embora ainda não estivesse terminado. Em julho do mesmo ano, a revista Échos de Notre-Dame de France (que desde 1900 será rebatizada de Jérusalem) começou a ser publicada, para manter informados os peregrinos e benfeitores da casa. Documentos papais relacionados à casa, discursos e cartas dos diferentes personagens que visitaram a casa, descrições das peregrinações e até mesmo das descobertas arqueológicas que o Pe. Joseph Germer-Durand e outros membros da comunidade estavam se apresentando.
O mesmo prédio também abrigava, em parte, a casa de formação para futuros sacerdotes assuncionistas.
A casa funcionou normalmente pelos anos seguintes, com um parêntese notável: durante a Primeira Guerra Mundial, Notre Dame de France se tornou a sede dos turcos e, embora as capelas sejam respeitadas, uma testemunha afirma que o albergue foi " devastado e entregue aos saques pelos turcos ". Após esses anos difíceis, em 1922, as peregrinações dos franceses retornaram, em 1924, a publicação da revista Jérusalem foi retomada e, em 1925, o ritmo de visitas e atividades foi restaurado antes de 1914.

### Guerra Árabe-Israelense de 1948

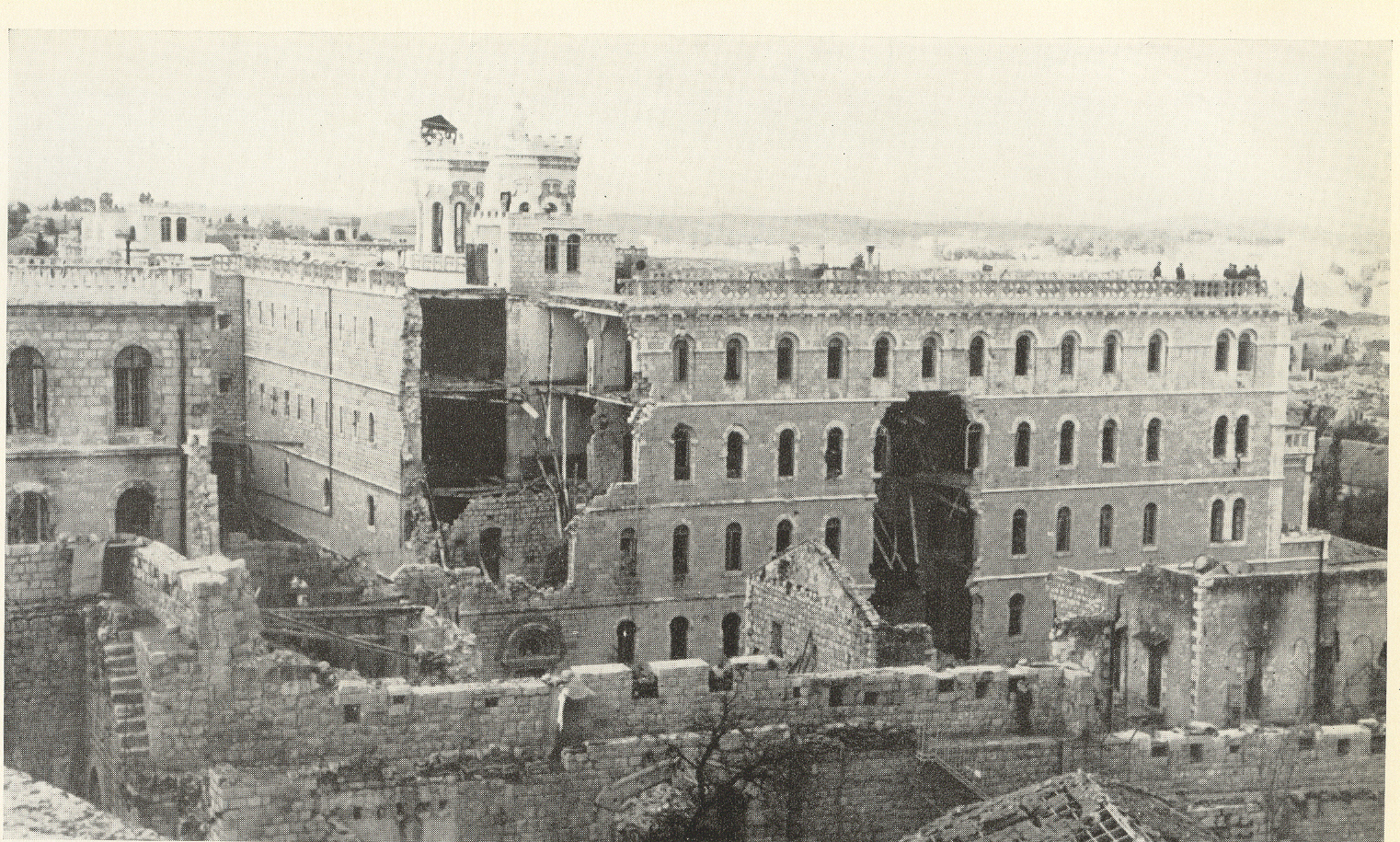
Estado da ala sul do edifício após a guerra

Em 19 de maio de 1948, a última missa foi celebrada na Capela de Notre Dame antes que o albergue se tornasse um campo de batalha no contexto da Guerra Árabe-Israelense. Sua posição privilegiada, no ponto mais alto da cidade antiga, fazia dela o objeto de ambas as partes do concurso.
Após a retirada dos britânicos em 14 de maio de 1948, no final do mandato recebido sobre a Palestina, as forças árabes assumiram o controle do edifício. Em 18 de maio, uma unidade do batalhão Moria, no âmbito da Operação Kilshon, capturou Notre Dame de France. Em 20 de maio, a Legião Árabe tentou, sem sucesso, reconquistar o prédio, interrompendo seu avanço a oeste da cidade, embora o prédio tivesse sido seriamente danificado.
No final da guerra, a situação do abrigo era deplorável: além de uma presença permanente do exército israelense que não poderia perder uma posição tão estratégica, uma pequena comunidade de Assuncionistas ainda vivia ao lado da capela principal; muitos refugiados locais se estabeleceram na ala norte e nos prédios adjacentes; a ala sul estava em ruínas e completamente inutilizável.

Um jornalista descreveria dois anos depois a situação na capela principal:
 “As conchas haviam penetrado deixando longos buracos através dos quais, durante dois invernos, a chuva se infiltrara: o retábulo do altar principal, quebrado; o tabernáculo, forçado duas vezes; a grande tela da abside, pendendo miseravelmente; todos os crucifixos sujeitos a tortura; o vitral não existia mais; a estátua da virgem, sorrindo em seu nicho, estripada."  
O padre Gervais Quénard, A.A, superior da comunidade religiosa, imediatamente procurou restaurar o albergue. O comissário distrital israelense de Jerusalém concedeu £ 5.000 para reparar a casa. Dois anos depois, a capela foi consagrada novamente e os peregrinos começaram a chegar. No entanto, Notre Dame permaneceu no lado israelense de Jerusalém, e a rua que separava Notre Dame da Cidade Velha era a fronteira com a Jordânia (o Novo Portão estava bloqueado por um muro): o albergue de repente perdeu todo o interesse, já que os peregrinos que estavam lá não podiam visitar os principais lugares sagrados de Jerusalém sem ter que atravessar a fronteira. Por esse motivo, a atividade mais notável de Notre Dame, de acordo com as notícias da época, é limitada a algumas funções religiosas ao longo do ano.

### Aquisição da Santa Sé
No final da Guerra dos Seis Dias, em 1967, a fronteira entre Jerusalém Oriental e a cidade velha desapareceu. O Novo Portão reabre e Notre Dame de France também recupera sua posição desejável para os peregrinos. Há também um espírito otimista entre os padres assuncionistas:
 "O movimento de peregrinação recomeçou e as autoridades israelenses expressaram o desejo de ver o desenvolvimento dos serviços que o albergue pode oferecer aos turistas menos afortunados". 
No entanto, as coisas não foram como o esperado. Por um lado, a congregação religiosa não encontrou os meios econômicos para enfrentar os reparos e reformas necessários de um edifício em péssimas condições devido às guerras; por outro, eles não podiam expulsar os inquilinos israelenses que, desde a Guerra Árabe-Israelense, haviam ocupado grande parte da propriedade e tornavam o edifício menos lucrativo; e, finalmente, não viam como, no futuro, poderiam realizar um trabalho que, devido às transformações da cidade e da sociedade, parecia cada vez mais inútil. Então, em setembro de 1970, é anunciado que o prédio foi vendido por US $ 600.000 à empresa imobiliária israelense Hamenuta (uma subsidiária da Jewish National Found ) para convertê-lo em quartos de estudantes na Universidade Hebraica de Jerusalém.
Ao receber a notícia, a Delegação Apostólica de Jerusalém e Palestina solicitou aos tribunais israelenses que cancelassem a venda, pois, segundo o cân. 534 do Código de Direito Canônico de 1917, as congregações religiosas não podem vender propriedades no valor de mais de US $ 50.000 sem o consentimento da Santa Sé. Em 1972, a situação foi resolvida amigavelmente entre a Santa Sé e a agência imobiliária: a venda é rescindida e a Santa Sé reembolsa a Hamenuta o que havia pago pela compra.

### Centro Notre Dame de Jerusalém
Em várias ocasiões, especialmente depois de sua viagem aos lugares sagrados em 1964, Paulo VI havia expressado seu desejo de promover peregrinações e ajudar a população local. Com a aquisição do prédio, ele viu a possibilidade de concretizar seus desejos e transformá-lo em um centro para promover peregrinações (através de escritórios de albergues e agências de viagens), a promoção social da população local (através de escolas de artesãos e hospitalidade) e ecumenismo. A partir de então, a casa é conhecida pelo nome em inglês de Notre Dame of Jerusalem Center.

Em 1973, a Santa Sé nomeou Mons. Wasner, reitor da casa e confia a ele a reparação e implementação dos projetos mencionados. Em 1977, o padre alemão Richard Mathes chega para tomar a direção e continuar os trabalhos. Esse processo termina com a inauguração do edifício e a criação de um instituto papal para o cumprimento das iniciativas propostas.
 "Em 27 de dezembro de 1978, na presença dos sete ritos católicos de Jerusalém, também na presença do Delegado Apostólico e da Carga da Santa Sé de Notre Dame, o Cardeal Terrence J. Cooke, Arcebispo de Nova York, oficialmente promulgou, em nome do Papa João Paulo II, o decreto de montagem do Instituto Pontifício Centro Notre Dame de Jerusalém e a capela restaurada reabriram para adoração”. 
Refere-se à carta em forma de motu proprio de João Paulo II, com a qual foi criado o Instituto Pontifício Centro Notre Dame de Jerusalém. Neste documento, foi estabelecido que o referido instituto, para fins de natureza religiosa, cultural e educacional, se reportaria diretamente à Santa Sé por meio de uma pessoa encarregada ( encarregado de negócios ) que seria considerada, portanto, um representante cultural da Delegação Apostólica. Além disso, declarou que o centro de Notre Dame de Jerusalém era considerado um "lugar sagrado ecumênico", pelo que deveria ser equiparado a uma prelatura territorial cuja jurisdição espiritual seria exercida pelo delegado apostólico como "prelatus", sendo o Chargé seu vigário geral.
Ao lado do prédio reformado, foi construído um pequeno convento para algumas freiras colaborarem com o serviço religioso. Logo depois, em 1979, as Irmãs de Nossa Senhora de Sião chegaram para realizar este trabalho: informações religiosas de espírito ecumênico sobre os cristãos, informações sobre as outras religiões monoteístas em Jerusalém, informações sobre os eventos culturais da cidade, etc.

## Direção
O diretor do Instituto Pontifício tem o título de encarregado (gerente) e é, por seu próprio cargo, o deputado cultural da Delegação Apostólica de Jerusalém e Palestina.
Em 1978, com a criação do Pontifício Instituto, Mons. Richard Mathes foi nomeado Primeiro Chargé, e ocupou o cargo até 1998.
Em 1999, Don Aldo Tolotto, um padre italiano, foi nomeado Chargé.
Em 2004, por meio de um motu proprio de 26 de novembro, João Paulo II confiou o cuidado e a administração do Instituto à congregação dos legionários de Cristo. Naquela época, o padre Juan María Solana Rivero foi nomeado Chargé.

## Achados arqueológicos
Nas instalações estão algumas das descobertas arqueológicas que o Pe. Germer-Durand havia originalmente colocado no museu Notre Dame. Quando o museu foi desmontado, os maiores elementos foram transferidos para várias partes do edifício.
Três dos quatro anéis, um aqueduto que transportava água de Belém para Jerusalém, são encontrados em diferentes partes do edifício. As peças fazem parte de um sifão e estavam nas proximidades de Ramat Rachel  . Eles foram esculpidos em calcário pelos legionários romanos, porque cada anel contém uma inscrição indicando em que século foi esculpido, e os nomes dos centuriões são latinos (Marco, Severo, Ticiano ...)  . Embora antes se pensasse que se tratava de um aqueduto encomendado por Pôncio Pilatos, hoje em dia os especialistas tendem a pensar que se trata de um trabalho realizado por Herodes, o Grande, e executado por soldados romanos  .

Um dos anéis está localizado à esquerda da entrada do edifício e ostenta a inscrição "Ɔ SEVERI" (século de Severo)  . Outro anel foi reutilizado como uma fonte batismal e é encontrado na entrada da capela. Possui a inscrição "Ɔ QVARTI" (século de um quarto)  . O terceiro anel está localizado na cafeteria, próximo à porta que se abre para a rua, e tem a inscrição "Ɔ TITIANII" (século de Ticiano)  .    